# Belize (Angola)

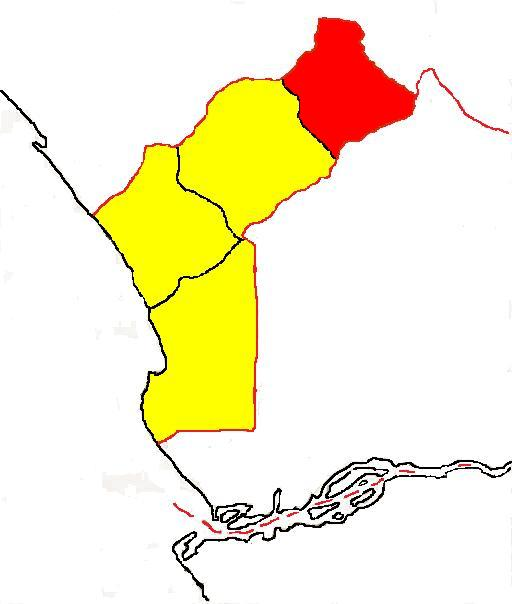
Locatie van Belize

Belize is een stad en stadsdistrict in de provincie Cabinda in Angola.
Belize ligt in het noorden van de provincie, net ten noorden van Ganda Gango en net zuiden van Lulia. Het is een van de vier stadsdistricten die Cabinda kent.
Belize was tussen 1994 en 2003 diverse malen het toneel van gevechten tussen rebellen (die de provincie als een eigen republiek wilden) en het nationale leger van Angola. In 2002 werd de stad nog flink gebombardeerd. Na 2003 is het enkele jaren rustiger geworden.